# Нявкун білогорлий
Нявкун білогорлий (Ailuroedus buccoides) — вид горобцеподібних птахів родини наметникових (Ptilonorhynchidae).

## Поширення
Вид поширений в Новій Гвінеї та на островах Раджа-Ампат (Вайгео, Батанта і Салават). Мешкає в тропічних низовинних тропічних лісах, переважно у незайманих лісах.

## Опис
Птах завдовжки 24 см, вагою 100—172 г. Це птахи з масивною і пухкою зовнішністю, з маленькою та округлою головою, міцним конічним дзьобом, злегка зігнутим донизу, витягнутими і міцними ногами, довгими крилами і досить довгим, тонким і прямокутним хвостом. Спина, крила, хвіст зеленого кольору. Кінчики хвоста сині. Верх голови коричневий. Від основи дзьоба до вух нижче очей проходить біла широка смуга. Груди та черево бежеві з чорними крапками.

## Спосіб життя
Трапляється парами або невеликими сімейними групами. Територіальний вид, активно захищає свою територію від інших птахів свого виду. Живиться фруктами, ягодами, насінням, бруньками, квітами, а в період розмноження комахами та дрібними безхребетними. Утворює моногамні пари. Розмножуватися може у будь-яку пору року, за умови достатньої кількості поживи. Чашоподібне гніздо будує самиця в середині папороті або чагарника. У гнізді 1-3 яйця кремово-білого кольору. Інкубація триває три тижні. Насиджує самиця, а самець в цей час годує і захищає її. Пташенята залишають гніздо через три тижні після вилуплення, але тримаються разом з батьками ще впродовж деякого часу.